# Briken Calja
Briken Calja (19 februari 1990) is een Albanees gewichtheffer, actief in de klasse van de lichtgewichten (klasse tot 69 kg).

## Carrière
In 2011 werd hij Europees kampioen bij de junioren.
Op de Olympische Spelen in Londen in 2012 eindigde hij met een totaal van 320 kg op de negende plaats. In 2013 nam Calja deel aan de Middellandse Zeespelen waar hij derde eindigde. Na deze wedstrijd testte Calja positief op het gebruik van androsteron. Als gevolg hiervan werd hij door het IWF voor twee jaar geschorst.
Op de OS in Rio de Janeiro eindigde Calja op de 5e plaats.

## Persoonlijk record
| Onderdeel | Prestatie | Datum            | Plaats  |
| --------- | --------- | ---------------- | ------- |
| totaal    | 326 kg    | 20 november 2015 | Houston |

## Erelijst
Vedergewichten (- 62 kg)
- 2006: 28e WK – 256 kg

Lichtgewichten (- 69 kg)
- 2008: 13e EK – 295 kg
- 2008: 4e Junioren-EK - 300 kg
- 2009: 11e EK – 290 kg
- 2009: 6e Junioren-WK – 302 kg
- 2009:  Middellandse Zeespelen – 305 kg
- 2010: 19e Junioren-WK – 175 kg
- 2010: 12e WK – 307 kg
- 2010:  Junioren-EK – 310 kg
- 2011:  Junioren-EK – 311 kg
- 2011: 16e WK – 312 kg
- 2012: 6e EK – 315 kg
- 2012: 9e OS – 320 kg
- 2015: 7e WK – 326 kg
- 2016: 5e OS – 326 kg